# Chi Đùng đình

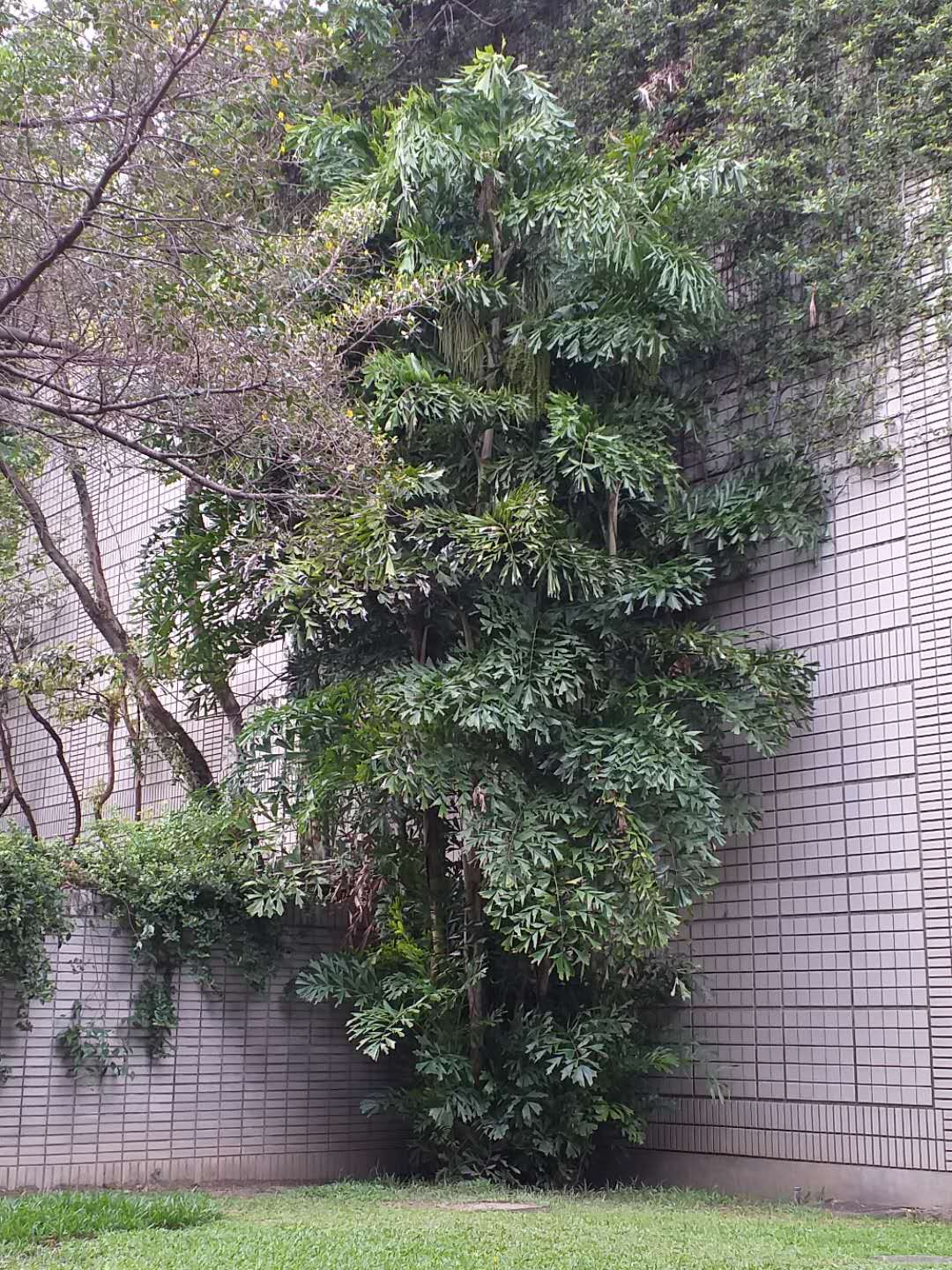
Caryota mitis

Chi Đùng đình (danh pháp khoa học: Caryota) là một chi thực vật trong họ Cau (Arecaceae). Các tên thường gọi trong tiếng Việt là móc, đủng đỉnh, đùng đình. Có khoảng 13-19 loài đã biết nguyên sản ở châu Á và nam Thái Bình Dương. Một trong các loài được biết đến nhiều nhất là móc đen (Caryota urens), với nhựa cây của nó được khai thác để sản xuất một loại đường chưa tinh chế cũng như sản xuất một loại rượu vang là rượu móc. Móc cổng chào, đùng đình (Caryota mitis) tại bang Florida bị coi là loài xâm hại.

## Một số loài
- Caryota albertii
- Caryota angustifolia
- Caryota cumingii (đồng nghĩa: Caryota blancoi) – Móc Philippines
- Caryota kiriwongensis
- Caryota maxima (đồng nghĩa: C. bacsonensis, C. macrantha): Móc Bắc Sơn, đủng đỉnh Bắc Sơn, cọ Bắc Sơn, móc Sumatra.
- Caryota mitis (đồng nghĩa: C. furfuracea, C. griffithii, C. javanica, C. nana, C. propinqua, C. sobolifera, C.urens?, Wallichia disticha)– Móc cổng chào, móc Myanma, đủng đỉnh, đùng đình
- Caryota monostachya - Đùng đình bông đơn, móc bông đơn, đủng đỉnh một buồng
- Caryota no
- Caryota obtusa (đồng nghĩa: C. gigas, C. obtusidentata, C. ochlandra) – Móc Himalaya, móc Thái Lan
  - C. obtusa var. aequatorialis (đồng nghĩa: C. aequatorialis)
- Caryota ophiopellis
- Caryota rumphiana (đồng nghĩa: C. urens?) – Móc mương, móc nương, móc Albert
  - Caryota rumphiana var. albertii (đồng nghĩa: C. rumphiana var. australiensis, C. albertii)
- Caryota sympetala - Đùng đình bụi, móc cánh hợp, đủng đỉnh cánh dính
- Caryota urens - Móc, đùng đình ngứa, móc đen
- Caryota zebrina - Indonesia, New Guinea